# ウィ・リヴ・ヒア
『ウィ・リヴ・ヒア』（We Live Here）は、1995年に発表されたパット・メセニー・グループのスタジオ・アルバム。カジュアルなスムーズジャズ作品である。
ライブ・アルバム『ザ・ロード・トゥ・ユー』を挟んでの6年ぶりのオリジナル・アルバムとなる。グループのメンバーが交代し、またそれまでになかったR&Bの要素を導入している。1996年にグラミー賞ベスト・コンテンポラリー・ジャズ・アルバムを受賞。2006年には現在所属しているノンサッチ・レコードよりリマスター盤が発売されている。。

## トラック・リスト
| 全作曲: パット・メセニーとライル・メイズ *印はライル・メイズのみによる。 |                                                                      |       |                                                                    |       |
| #                                                                        | タイトル                                                             | 作詞  | 作曲・編曲                                                         | 時間  |
| 1.                                                                       | 「ヒア・トゥ・ステイ - "Here to Stay"」                              |       | パット・メセニー と ライル・メイズ *印は ライル・メイズ のみによる | 7:39  |
| 2.                                                                       | 「アンド・ゼン・アイ・ニュー - "And Then I Knew"」                   |       | パット・メセニー と ライル・メイズ *印は ライル・メイズ のみによる | 7:53  |
| 3.                                                                       | 「ザ・ガールズ・ネクスト・ドア - "The Girls Next Door"」             |       | パット・メセニー と ライル・メイズ *印は ライル・メイズ のみによる | 5:30  |
| 4.                                                                       | 「トゥ・ジ・エンド・オブ・ザ・ワールド - "To the End of the World"」 |       | パット・メセニー と ライル・メイズ *印は ライル・メイズ のみによる | 12:15 |
| 5.                                                                       | 「ウィ・リヴ・ヒア - "We Live Here"」                                |       | パット・メセニー と ライル・メイズ *印は ライル・メイズ のみによる | 4:12  |
| 6.                                                                       | 「エピソード・ダジュール - "Episode D'Azur" *」                      |       | パット・メセニー と ライル・メイズ *印は ライル・メイズ のみによる | 8:45  |
| 7.                                                                       | 「サムシング・トゥ・リマインド・ユー - "Something to Remind You"」   |       | パット・メセニー と ライル・メイズ *印は ライル・メイズ のみによる | 7:04  |
| 8.                                                                       | 「レッド・スカイ - "Red Sky"」                                       |       | パット・メセニー と ライル・メイズ *印は ライル・メイズ のみによる | 7:36  |
| 9.                                                                       | 「ストレンジャー・イン・タウン - "Stranger in Town"」                |       | パット・メセニー と ライル・メイズ *印は ライル・メイズ のみによる | 6:11  |
| 合計時間:                                                                | 合計時間:                                                            | 67:09 |                                                                    |       |

## 参加ミュージシャン
- パット・メセニー (Pat Metheny) - ギター、ギターシンセサイザー
- ライル・メイズ (Lyle Mays) - ピアノ、シンセサイザー
- スティーヴ・ロドビー (Steve Rodby) - アコースティック・ベース、エレクトリック・ベース
- ポール・ワーティコ (Paul Wertico) - ドラムス、パーカッション
- デヴィッド・ブラマイヤーズ (David Blamires) - ボーカル
- マーク・レッドフォード (Mark Ledford) - ボーカル、トランペット、フリューゲルホルン、口笛
- ルイス・コンテ（Luis Conte) - パーカッション

## 賞
グラミー賞 
| 年   | 受賞者                     | カテゴリー                                           |
| ---- | -------------------------- | ---------------------------------------------------- |
| 1996 | パット・メセニー・グループ | グラミー賞ベスト・コンテンポラリー・ジャズ・アルバム |